# ريتشموند (يوتا)
ريتشموند (بالإنجليزية: Richmond, Utah)‏ هي مدينة تقع في الولايات المتحدة في مقاطعة كاش، يوتا. يقدر عدد سكانها بـ 2,514 نسمة ومساحتها 7.6 كم2 وترتفع عن سطح البحر 1,405 متر.

## التركيبة السكانية
حدّد مكتب تعداد الولايات المتحدة بيانات التركيبة السكانية لريتشموند في تعداد الولايات المتحدة. في ما يلي، التركيبة السكانية حسب تعدادي 2000 و2010.

### تعداد عام 2000
بلغ عدد سكان ريتشموند 2,051 نسمة بحسب تعداد عام 2000، وبلغ عدد الأسر 619 أسرة وعدد العائلات 527 عائلة مقيمة في المدينة. في حين سجلت الكثافة السكانية 229.2 نسمة لكل كيلومتر مربع (593.6/ميل2). وبلغ عدد الوحدات السكنية 654 وحدة بمتوسط كثافة قدره 73.1 لكل كيلومتر مربع (189.3/ميل2).
وتوزع التركيب العرقي للمدينة بنسبة 97.32% من البيض و0.20% من الأمريكيين الأفارقة و0.15% من الأمريكيين الأصليين و0.20% من الأمريكيين ذوي الأصول الآسيوية و1.56% من الأعراق الأخرى و0.59% من عرقين مختلطين أو أكثر و2.49% من الهسبانيون أو اللاتينيون من أي عرق.
بلغ عدد الأسر 619 أسرة كانت نسبة 51.9% منها لديها أطفال تحت سن الثامنة عشر تعيش معهم، وبلغت نسبة الأزواج القاطنين مع بعضهم البعض 73.5% من أصل المجموع الكلي للأسر، ونسبة 8.1% من الأسر كان لديها معيلات من الإناث دون وجود شريك،  بينما كانت نسبة 3.6% من الأسر لديها معيلون من الذكور دون وجود شريكة وكانت نسبة 14.9% من غير العائلات. تألفت نسبة 13.7% من أصل جميع الأسر من عدة أفراد يعيشون في نفس المنزل ونسبة 6.9% كانت تتألف من شخص يعيش بمفرده يبلغ من العمر 65 عاماً أو أكثر. وبلغ متوسط حجم الأسرة المعيشية 3.31، أما متوسط حجم العائلات فبلغ 3.68.
بلغ العمر الوسطي للسكان 27.4 عاماً. وكانت نسبة 37.3% من القاطنين تحت سن الثامنة عشر، وكانت نسبة 9.9% بين الثامنة عشر والرابعة والعشرين عاماً، ونسبة 25.5% كانت واقعةً في الفئة العمرية ما بين الخامسة والعشرين والرابعة والأربعين عاماً، ونسبة 19.2% كانت ما بين الخامسة والأربعين والرابعة والستين، ونسبة 8.1% كانت ضمن فئة الخامسة والستين عاماً فما فوق. يوجد لكل 100 أنثى 98.2 ذكر، ويوجد لكل 100 أنثى في الثامنة عشر من عمرها فما فوق 98.5 ذكر.
بلغ متوسط دخل الأسرة في المدينة 42,138 دولارًا، أما متوسط دخل العائلة فبلغ 45,500 دولارًا. وكان متوسط دخل الذكور 31,743 دولارًا مقابل 21,778 دولارًا للإناث. وسجل دخل الفرد الخاص بالمدينة 14,312 دولارًا. وكانت نسبة 5.8% من العائلات ونسبة 6.7% من السكان تحت خط الفقر، وكان من هؤلاء نسبة 6.8% تحت سن الثامنة عشر ونسبة 7.7% في الخامسة والستين من العمر وما فوق.

### تعداد عام 2010
بلغ عدد سكان ريتشموند 2,470 نسمة بحسب تعداد عام 2010، وبلغ عدد الأسر 756 أسرة وعدد العائلات 624 عائلة مقيمة في المدينة. في حين سجلت الكثافة السكانية 276 نسمة لكل كيلومتر مربع (714.8/ميل2). وبلغ عدد الوحدات السكنية 795 وحدة بمتوسط كثافة قدره 88.8 لكل كيلومتر مربع (230.0/ميل2).
وتوزع التركيب العرقي للمدينة بنسبة 95.22% من البيض و0.36% من الأمريكيين الأفارقة و0.65% من الأمريكيين الأصليين و0.12% من الأمريكيين ذوي الأصول الآسيوية و2.51% من الأعراق الأخرى و1.13% من عرقين مختلطين أو أكثر و4.66% من الهسبانيون أو اللاتينيون من أي عرق.
بلغ عدد الأسر 756 أسرة كانت نسبة 48% منها لديها أطفال تحت سن الثامنة عشر تعيش معهم، وبلغت نسبة الأزواج القاطنين مع بعضهم البعض 71.8% من أصل المجموع الكلي للأسر، ونسبة 7.8% من الأسر كان لديها معيلات من الإناث دون وجود شريك،  بينما كانت نسبة 2.9% من الأسر لديها معيلون من الذكور دون وجود شريكة وكانت نسبة 17.5% من غير العائلات. تألفت نسبة 14.6% من أصل جميع الأسر من عدة أفراد يعيشون في نفس المنزل ونسبة 5.3% كانت تتألف من شخص يعيش بمفرده يبلغ من العمر 65 عاماً أو أكثر. وبلغ متوسط حجم الأسرة المعيشية 3.27، أما متوسط حجم العائلات فبلغ 3.66.
بلغ العمر الوسطي للسكان 29.4 عاماً. وكانت نسبة 35.5% من القاطنين تحت سن الثامنة عشر، وكانت نسبة 8.7% بين الثامنة عشر والرابعة والعشرين عاماً، ونسبة 25.4% كانت واقعةً في الفئة العمرية ما بين الخامسة والعشرين والرابعة والأربعين عاماً، ونسبة 21.3% كانت ما بين الخامسة والأربعين والرابعة والستين، ونسبة 9.1% كانت ضمن فئة الخامسة والستين عاماً فما فوق. وتوزع التركيب الجنسي للسكان بنسبة 50.3% ذكور و49.7% إناث.